# 손호준 (2002년 7월 3일)
손호준(한국 한자: 孫昊儁, 2002년 7월 3일 ~ )은 대한민국의 축구 선수로, 포지션은 수비수이다. 현 K리그1 수원 삼성 블루윙즈 소속이다.